# مالك دوهان الحسن
مالك دوهان الحسن (1919-2021) هو وزير عراقي سابق، ولد في محافظة بابل جنوب بغداد. شغل منصب وزير الثقافة والإرشاد في وزارة طاهر يحيى الرابعة عامي 1967 و 1968. كما شغل منصب وزير العدل في الحكومة العراقية المؤقتة عام 2004. انتخب نقيبًا للمحامين العراقيين لدورة واحدة (2003-2004).

## ولادته ودراسته
ولد في الحلة في عام 1919 . تخرج في كلية الحقوق - جامعة بغداد عام 1947. عين بعد تخرجه قاضي تحقيق عام 1947.  واصل دراسته في فرنسا حيث حصل على دبلوم في القانون العام والخاص من جامعة مونبلييه ودكتوراه في القانون من جامعة باريس 1 بانثيون سوربون. ثم أصبح أستاذا للقانون في جامعة بغداد. انتخب رئيسا للجامعة المستنصرية في عام 1966.